# Lijst van rijksmonumenten in Oldebroek (plaats)
De plaats Oldebroek telt 11 inschrijvingen in het rijksmonumentenregister. Hieronder een overzicht.
| Object                                                                     | Oorspronkelijke functie?  | Bouwjaar                | Architect | Locatie                  | Coördinaten?                  | Nr.?   | Afbeelding                        |
| -------------------------------------------------------------------------- | ------------------------- | ----------------------- | --------- | ------------------------ | ----------------------------- | ------ | --------------------------------- |
| Boerderij 'De veense hoeve'                                                | Boerderij                 | vroeg 19e eeuw          |           | Bovenheigraaf 102        | 52° 26' 59" NB, 5° 57' 12" OL | 31369  | Meer afbeeldingen                 |
| Vosbergen                                                                  | Boerderij                 | eerste helft 19e eeuw   |           | Bovenstraatweg 61        | 52° 25' 59" NB, 5° 53' 28" OL | 31370  | Meer afbeeldingen                 |
| Boerderij, onder hoog, rieten wolfdak                                      | Boerderij                 | 18e eeuw                |           | Bovenstraatweg 6         | 52° 26' 37" NB, 5° 54' 59" OL | 31371  | Meer afbeeldingen                 |
| Boerderij                                                                  | Boerderij                 | 1753                    |           | Bovenstraatweg bij 10-1  | 52° 26' 34" NB, 5° 54' 45" OL | 31372  | Meer afbeeldingen                 |
| 't Spiker                                                                  | Klooster, kloosteronderdl | late middeleeuwen       |           | Bovenstraatweg 56        | 52° 26' 16" NB, 5° 54' 11" OL | 31373  | Meer afbeeldingen                 |
| Goed bewaarde hoeve                                                        | Boerderij                 | 1728                    |           | Bovenstraatweg 80        | 52° 25' 59" NB, 5° 53' 41" OL | 31374  | Meer afbeeldingen                 |
| Boerderij met goed bewaard bouwlichaam onder hoog, met riet gedekt wolfdak | Boerderij                 | waarschijnlijk 18e eeuw |           | Hogenbrinkweg 26         | 52° 27' 4" NB, 5° 56' 38" OL  | 31375  | Meer afbeeldingen                 |
| 't Cijferhuis                                                              | Woonhuis                  | ca. 1700                |           | Mheneweg Zuid 17         | 52° 26' 37" NB, 5° 55' 10" OL | 31376  | Meer afbeeldingen                 |
| Nederlands hervormde kerk                                                  | Kerk en kerkonderdeel     | 1866                    |           | Zuiderzeestraatweg 106bg | 52° 26' 52" NB, 5° 53' 53" OL | 31377  | Meer afbeeldingen                 |
| De Hoop                                                                    | Koren- en oliemolen       | 1853                    |           | Zuiderzeestraatweg 252   | 52° 27' 15" NB, 5° 55' 9" OL  | 31378  | Meer afbeeldingen                 |
| Keuterboerderij met kleine schuur                                          | Boerderij                 | 1850-1900               |           | Zuiderzeestraatweg 316   | 52° 27' 27" NB, 5° 55' 57" OL | 520220 | Keuterboerderij met kleine schuur |